# آبشار پیدرا ولادا
آبشار پیدرا ولادا (به اسپانیایی: Cascada de Piedra Volada) آبشاری است که در کشور مکزیک واقع شده‌است و بلندترین ریزشگاه آن ۴۵۳ متر ارتفاع دارد. حوضهٔ آبریز این آبشار، رود یدرا ولادا است.